# Kondowo (obwód Chaskowo)
Kondowo (bułg. Кондово) – wieś w południowej Bułgarii, w obwodzie Chaskowo, gminie Iwajłowgrad. Według danych Narodowego Instytutu Statystycznego, 31 grudnia 2011 roku wieś liczyła 118 mieszkańców.